# Randy Weaver
Pour les articles homonymes, voir Weaver.
Randall Claude Weaver, dit Randy Weaver (né le 3 janvier 1948 à Villisca (Iowa) et mort le 11 mai 2022,), est un survivaliste et nationaliste américain.
En 1992, lui et sa famille, persuadés que le gouvernement complote contre eux, affrontent des forces gouvernementales et locales venues l'arrêter pour fabrication et possession d'armes illégales. L'incident de Ruby Ridge se termine par la mort de deux membres de la famille (Vicky Weaver, épouse de Randy, et Sammy Weaver, son fils aîné) ainsi que de celle d'un marshal.

## Biographie

### Enfance
Randy Weaver était l'un des quatre enfants de Clarence et Wilma Weaver, un couple d'agriculteurs de Villisca dans l'Iowa. Les Weaver étaient profondément religieux mais avaient du mal à trouver une dénomination qui correspondaient à l'exercice de leur foi. Randy Weaver a joué au baseball et au football à l'école secondaire. Il professait sa foi en Jésus-Christ à 11 ans, mais lors d'une conférence en 2007 pour Edward et Elaine Brown, il a déclaré : « Je n'ai pas peur de mourir plus je suis curieux de savoir l'au-delà. Et je suis un athée. ».

### Formation militaire
Lorsque la guerre du Vietnam a pris de l'ampleur, Randy Weaver a abandonné ses études et rejoint l'United States Army en octobre 1968. Il excelle dans la formation des recrues. Il a été promu au grade de sergent après sa formation. Randy Weaver a été à Fort Bragg en Caroline du Nord.
Comme Randy Weaver était attendu pour le déploiement dans la République du Viêt Nam, sa future femme, Vicki Jordison, achevait ses études collégiales, l'obtention d'un diplôme et a obtenu un emploi à la United Way of America.
En 1970, Randy Weaver a obtenu un congé temporaire de Fort Bragg et est retourné dans sa ville natale pour une visite. Il avait déjà décidé de terminer ses services à l'armée et l'avait dit à sa famille. Il retrouve Vicki Jordison peu de temps après.

### Après l'armée
Le 8 octobre 1971, après trois ans de service, Randy Weaver a reçu une décharge honorable de l'armée. En novembre, Weaver et Jordison se sont mariés lors d'une cérémonie à la First Congregational Church à Fort Dodge dans l'Iowa.
Randy Weaver s'est inscrit à l'University of Northern Iowa pour étudier la justice pénale, et voulait devenir agent du FBI. Randy Weaver a abandonné, car les frais de scolarité étaient trop chers.
Randy a trouvé du travail dans la John Deere factory et Vicki a d'abord travaillé comme secrétaire de direction, puis est devenue femme au foyer.
Le couple a commencé à croire que l'apocalypse était imminente. Pour survivre à l'apocalypse, ils déménagent près de Ruby Ridge où Randy Weaver a construit une cabane dans les années 1980. Ils ont payé 5 000 dollars en espèces et ont échangé leur camion de déménagement pour une terre évaluée à 500 $ l'acre, située au sommet d'une crête montagneuse.
Au moment de l'incident de Ruby Ridge, les Weaver avaient quatre enfants : Sara, Samuel, Rachel et Elishiba, scolarisés à leur domicile par leur mère.

## Incident de Ruby Ridge

### Prémices
Depuis 1984, Randy Weaver est soumis à plusieurs enquêtes des agences gouvernementales.
Le Secret Service s'intéresse notamment à des menaces qu'il aurait proféré envers le pape, le président des États-Unis et le gouverneur de l'Idaho. Ces menaces ne débouchent sur aucune inculpation, mais la proximité entre Weaver et des membres de l'Aryan Nations et de The Covenant, The Sword, and the Arm of the Lord (en) est notée.
En 1986, un informateur de l'ATF implique Weaver dans une vente d'armes illégales ; ce dernier ayant refusé en 1990 de devenir à son tour un informateur, il est inculpé à la fin de la même année de fabrication et de possession de ce type d'armes.
Toutefois, Weaver, libéré sous caution, ne se rend pas à son procès, fixé à février puis mars 1991. Cela est dû en partie à une erreur de son officier de probation, qui lui a transmis une date erronée, et en partie au fait que Weaver est persuadé qu'une conspiration contre lui et sa famille a été orchestrée par le gouvernement, l'empêchant d'avoir droit à un procès équitable.

### Arrestation et siège
L'U.S. Marshals Service, chargé d'amener Weaver devant le juge, négocie sa reddition durant près de 7 mois, tandis que Randy et sa famille se sont réfugiés sur leur propriété. Les marshals ont dû faire appel à des connaissances des Weaver, car ceux-ci ne veulent pas discuter directement avec les représentants du gouvernement.
Les choses restent en l'état après octobre 1991, mais les marshals continuent à surveiller les Weaver, sans toutefois tenter d'arrêter Randy, craignant que celui-ci ne fasse usage des armes en sa possession. Toutefois, en avril 1992, une fausse information prétend que les Weaver et leur ami Kevin Harris ont tiré sur un hélicoptère d'une émission télévisée ; si l'information est démentie même par le pilote d'hélicoptère, l'événement permet de justifier une action des forces de l'ordre, qui préparent alors une intervention pour appréhender Randy Weaver en août.
Des marshals organisent alors une opération de reconnaissance dans la propriété, mais ils sont repérés par les chiens des Weaver, et un échange de tirs fait deux morts : Sammy, le fils aîné de Randy, et un marshal. Des forces gouvernementales mais également locales sont alors rassemblées pour mettre fin à l'affaire, mais les règles d'engagement qui leur sont données sont beaucoup trop permissives quant à l'usage de la force (une sous-commission sénatoriale réunie pour éclaircir l'affaire les qualifiera d'ailleurs d'inconstitutionnelles).
Un sniper de l'Hostage Rescue Team fait feu deux fois, blessant Randy Weaver par son premier tir, puis tuant Vicky Weaver et blessant Kevin Harris par son deuxième. Weaver et Harris sont ensuite arrêtés, tandis que les enfants survivants sont confiés à des proches.

### Procès et suites
Weaver est jugé coupable pour les charges prévues pour le procès de 1991, mais acquitté pour toutes les autres. Condamné à 18 mois de prison, il n'en fait que 4, le reste ayant été effectué durant son incarcération préventive. Harris est également acquitté de toutes les charges pesant sur lui, y compris de la mort du marshal qu'il a tué.
Les méthodes utilisées par les agences gouvernementales (ATF, FBI, USMS) dans cette affaire créent d'intenses controverses, amplifiées par le siège de Waco l'année suivante. Deux rapports gouvernementaux, l'un rédigé par le ministère de la Justice à destination de l'Office of Professional Responsibility, l'autre par la sous-commission sénatoriale sur le terrorisme et la sécurité intérieure (en), pointent de graves dysfonctionnements dans cette affaire, qui selon eux n'aurait pas dû terminer ainsi.
Weaver et sa famille attaquent l'État pour obtenir des dommages et intérêts concernant la mort de Vicky et Sammy Weaver. En août 1995, les deux parties trouvent un accord à l'amiable, l'État versant une compensation financière de 3,1 millions de dollars mais ne reconnaissant aucune faute,. La famille Weaver déménage ensuite à Kalispell, dans le Montana, où les trois filles trouvent du travail.